# Idaea barbalis
Idaea barbalis là một loài bướm đêm trong họ Geometridae.